# Santo Tomé y Príncipe en los Juegos Paralímpicos de Tokio 2020
Santo Tomé y Príncipe estuvo representado en los Juegos Paralímpicos de Tokio 2020 por un deportista masculino. El equipo paralímpico santotomense no obtuvo ninguna medalla en estos Juegos.